# Freedesktop.org

Logo van freedesktop.org.

Het project freedesktop.org heeft als doel te werken aan de interoperabiliteit en gedeelde basistechnologie voor vrije desktops van het X Window System. Het project werd in 2000 gestart door Havoc Pennington van Red Hat.
De focus ligt bij de gebruiker, er zijn namelijk verschillende ontwikkelingsinfrastructuren voor X, maar de gebruiker zou daar niet van mogen merken. De belangrijkste vrije desktops, KDE, GNOME en Xfce, werken nauw samen met het project en gebruiken veel technologieën ervan in hun software.
Het Create Project is een gemeenschap van ontwikkelaars dat opgezet is door Freedesktop.org.

## Projecten
Een aantal projecten bij freedesktop.org zijn:
- X.Org Server, de meestgebruikte implemenatie van het X Window System. Het project is een afsplitsing van het oude XFree86.
- D-Bus, een communicatiesysteem voor programma's onderling.
- HAL (Hardware Abstraction Layer), een multiplatform hardwarebeheersysteem.
- fontconfig, een bibliotheek voor het configureren, ontdekken en beheren van fonts.
- Cairo, een bibliotheek voor het weergeven van vectorafbeeldingen.
- Mesa 3D, een computerbibliotheek voor OpenGL, OpenGL ES, OpenVG, GLX en EGL
- GStreamer, een multimediaraamwerk gebaseerd op plugins.
- Polkit, een systeem voor autorisatie op Unix-achtige besturingssystemen.
- Compiz, een 3D-windowmanager voor X.Org.
- GTK-Qt engine, software die GTK-widgets met Qt weergeeft en ze zo integreert in KDE.
- Poppler, een bibliotheek voor het weergeven van PDF-bestanden.
- Standard Icon Naming Specification, definiëring namen voor de meest voorkomende pictogrammen en de gebruikte metaforen.
- Standard Icon Theming Specification, definiëring van specificaties voor icoonthema's.
- systemd, een alternatief voor init
- Tango Desktop Project, een set designrichtlijnen en computericonen
- Wayland, een protocol als alternatief voor het X11-systeem